# Lamia (Griechenland)
Lamia (griechisch Λαμία (f. sg.)) ist die Hauptstadt der Region Mittelgriechenland.

## Geografie
Die Stadt Lamia hat etwa 75.315 Einwohner (2011).
Etwa 9 km südlich der Stadt befinden sich die heißen Quellen und das Schlachtfeld der Thermopylen.

## Geschichte

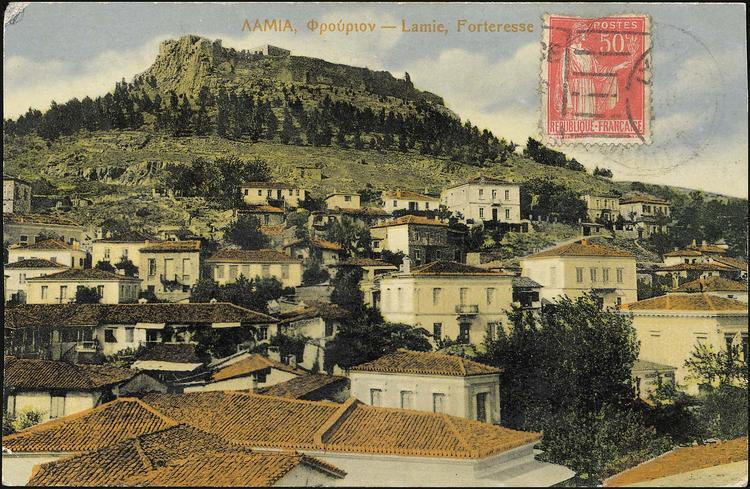
Lamia und Burg um 1917 auf einer Postkarte

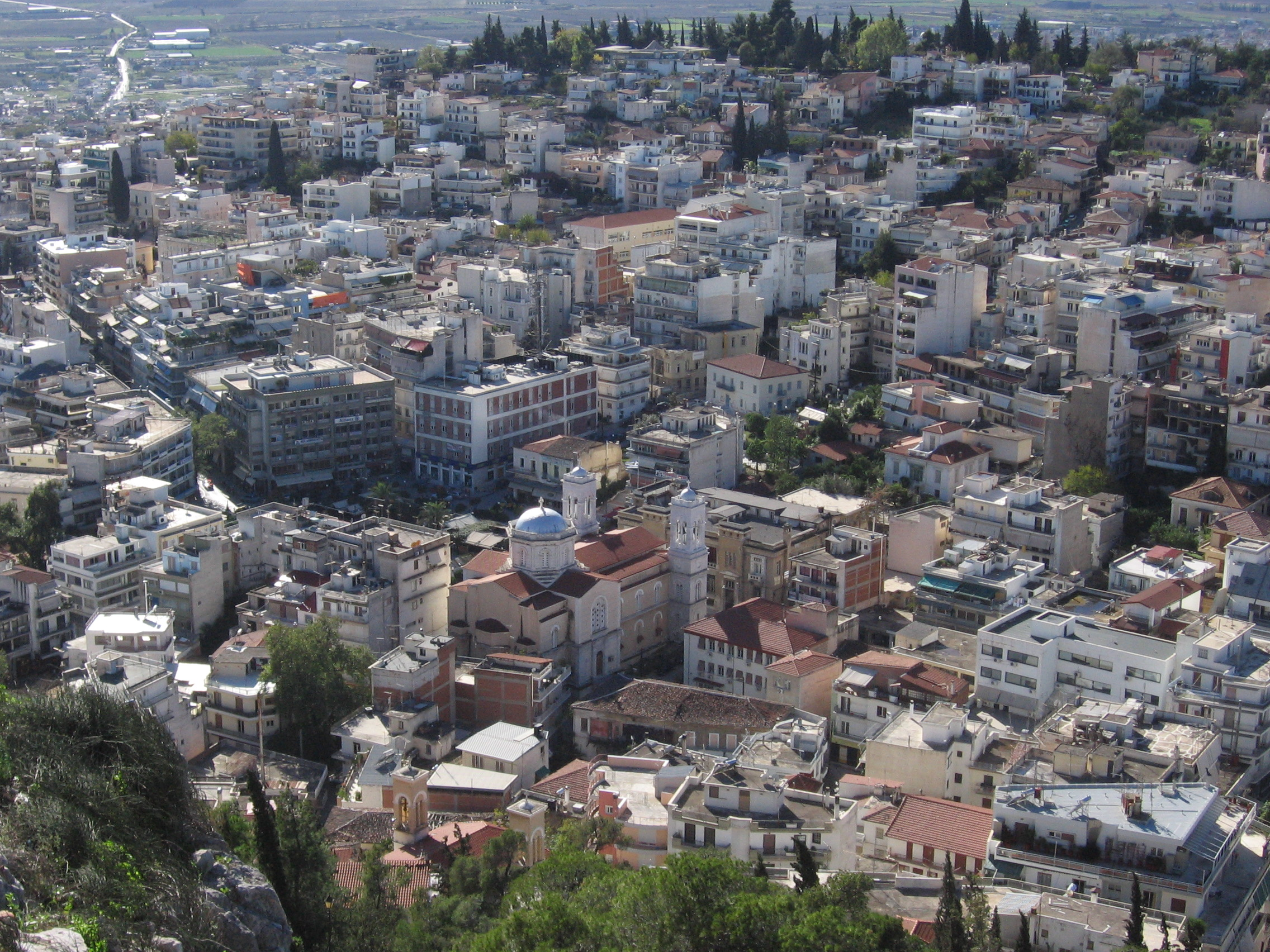
Blick von der Burg auf die Stadt

Die Herkunft des Namens der Stadt Lamia ist bis heute nicht gesichert. Einige Quellen behaupten, die Stadt sei nach der mythischen Figur der Lamia, der Tochter des Poseidon und Königin der Trachineer, benannt. Andere Anhaltspunkte wiederum besagen, der Name sei von den Maliern, den Einwohnern der Umgebung der Stadt, abgeleitet.

### Antike
In Lamia wurde eine große Burg aus der vorklassischen Zeit archäologisch ausgegraben, die im frühen Mittelalter noch einmal aufgebaut wurde. Die älteste erhaltene Erwähnung der Stadt stammt aus der Zeit nach einem Erdbeben im Jahre 424 v. Chr. Damals war Lamia ein wichtiger Militärstützpunkt der Spartaner. Später eroberte Alexander der Große, König der Makedonen, die Stadt. Sein Nachfolger Antipatros suchte bei einem Aufstand der Athener nach Alexanders Tod Zuflucht in der Stadt, worauf der einjährige Lamische Krieg folgte, der von 323 v. Chr. bis 322 v. Chr. dauerte und erst beendet war, als der Befehlshaber der athenischen Truppen, Leosthenes, gefallen und ein 20.000 Mann starkes makedonisches Entsatzheer angerückt war.
Im 3. Jahrhundert und am Anfang des 2. Jahrhunderts v. Chr. war Lamia mit seiner Umgebung Mitglied des Aitolischen Bunds und dürfte damals eine Blütezeit erlebt haben. Allerdings wurde die Stadt durch ihre politischen Beziehungen zu den Aitolern auch in den Krieg, den die Römer gegen den Seleukidenherrscher Antiochos III. ausfochten, hereingezogen. Letzterer wurde von den Aitolern 192 v. Chr. in Lamia jubelnd empfangen. Im nächsten Jahr sollte Lamia als Sammelplatz dienen. Als aber nur relativ weniger Aitoler dorthin kamen, bezog der Seleukide mit seinem Heer bei den Thermopylen Stellung. Nachdem der römische Konsul Manius Acilius Glabrio in einer großen Feldschlacht Antiochos III. besiegt hatte, belagerte der mit den Römern verbündete Makedonenkönig Philipp V. Lamia vergeblich. Auf Geheiß des Konsuls hatte er sich zurückzuziehen, woraufhin die Römer die Belagerung fortsetzten. Als infolge eines vorübergehenden Waffenstillstands die Kampfhandlungen eingestellt waren, brachte der von Ephesos angereiste aitolische Gesandte Nikandros einen größeren Geldbetrag nach Lamia. Anfang 190 v. Chr. brach Acilius von seinem Winterquartier in Elateia auf, rückte schnell gegen Lamia vor und konnte es trotz heftigen Widerstands bald erobern. Daraufhin ordnete er die Plünderung der Stadt an. 189 v. Chr. wurde Lamia vom aitolischen Bund abgetrennt und politisch an Thessalien angeschlossen. In der Folge kam es wie ganz Griechenland an das Römische Reich und wurde bei der Neuordnung des Imperiums unter Kaiser Augustus 27 v. Chr. zur Landschaft Phthiotis gerechnet.

### Mittelalter
Im Mittelalter wurde die Stadt, die damals Zetounion hieß, zum Sitz eines orthodoxen Bischofs. Unter der Herrschaft der Franken trug sie den Namen Girton, während der Katalanenherrschaft El Cito. Die Türken nannten sie Iztin.

### Neuzeit
Zu Anfang des griechischen Unabhängigkeitskriegs gegen die osmanische Herrschaft kam es vor allem 1821 und 1822 wiederholt auch in der Gegend von Lamia zu Kampfhandlungen zwischen Griechen und Türken. 1832 kam der Ort auf diplomatischem Weg an das neu gegründete Königreich Griechenland. Er erhielt seinen antiken Namen zurück und gewann neues Leben als Grenzstadt gegen das damals noch türkische Thessalien.
In ihrer heutigen Gestalt wurde die Stadt durch Eingemeindung der Nachbargemeinden Gorgopotamos, Lianokladi, Pavliani und Ypati zum 1. Januar 2011 geschaffen.

## Wirtschaft
Heute ist Lamia das Handelszentrum eines vorwiegend landwirtschaftlich geprägten Umlandes, wobei die Nahrungsmittelindustrie die Haupteinnahmequelle der Stadt ist. Außer dem Industriepark gibt es noch eine bedeutende Landwirtschaftsmesse in der Stadt. Touristisch ist die Stadt von untergeordneter Bedeutung.

## Verkehr
Lamia ist ein wichtiger Verkehrsknoten an der Straßenverbindung Thessaloniki – Athen mit Verbindungen nach Volos im Osten und Karpenisi im Westen.
Die Bahnstrecke Piräus–Thessaloniki umfährt die Stadt westlich. Hier liegt der Bahnhof Lianokladi. Drei weitere, ehemalige Bahnhöfe auf dem Gebiet der Stadt, Gorgopotamus, Lygaria und Stirfaka, werden heute nicht mehr betrieben. Von der Hauptstrecke aus führt eine Stichstrecke ins Stadtzentrum.
Der nächste Hafen befindet sich in der etwa 15 Kilometer östlich am Malischen Golf gelegenen Stadt Stylida.

### Militärflugplatz
Der Militärflugplatz ( ICAO: LG53) liegt zwei Kilometer südlich von Lamia, gegenüber dem Technologischen Bildungsinstitut Mittelgriechenlands. Die asphaltierte Start- und Landebahn mit einer Ausrichtung von 13/31 ist 1040 m lang und 25 m breit. Der Militärflugplatz liegt auf einer Höhe von 12 m (38 ft) über dem Meeresspiegel.

## Kultur
Im Zentrum der Stadt gibt es ein kleines volkskundliches Museum und in der Burg ist ein archäologisches Museum untergebracht, das eine große Sammlung von Fundstücken aus vorklassischer Zeit beherbergt.

## Persönlichkeiten

### Söhne und Töchter der Stadt
- Athanasios Diakos (1788–1821), Freiheitskämpfer und Nationalheld während der griechischen Revolution
- Aris Velouchiotis (1905–1945), Führungspersönlichkeit des kommunistischen Flügels der griechischen Partisanenbewegung im Zweiten Weltkrieg
- Niki Tzavela (* 1947), Politikerin
- Thanassis Lambrou (* 1962), Lyriker und Übersetzer
- Christos Staikouras (* 1973), Finanzwissenschaftler und Politiker
- Ioannis Antoniou (* 1995), Skirennläufer

### Mit der Stadt verbundene Personen
- Anastas Byku (1828–1878), albanischer Lehrer, Publizist und Journalist, lebte mehrere Jahre in Lamia

## Klimadiagramm
|                       | Jan  | Feb  | Mär  | Apr  | Mai  | Jun  | Jul  | Aug  | Sep  | Okt  | Nov  | Dez  |   |       |
| Mittl. Tagesmax. (°C) | 11,6 | 12,6 | 15,3 | 20,0 | 25,4 | 30,8 | 32,3 | 31,6 | 28,5 | 22,4 | 16,7 | 12,9 | ⌀ | 21,7  |
| Mittl. Tagesmin. (°C) | 3,5  | 3,9  | 5,9  | 9,3  | 13,8 | 18,0 | 19,7 | 19,1 | 16,2 | 12,0 | 7,9  | 4,7  | ⌀ | 11,2  |
|                       |      |      |      |      |      |      |      |      |      |      |      |      |   |       |
| Niederschlag (mm)     | 64,4 | 65,2 | 60,9 | 46,0 | 34,1 | 22,4 | 18,8 | 27,0 | 17,4 | 71,4 | 72,9 | 73,3 | Σ | 573,8 |

| 3,5 |

| 3,9 |

| 5,9 |

| 9,3 |

| 13,8 |

| 18,0 |

| 19,7 |

| 19,1 |

| 16,2 |

| 12,0 |

| 7,9 |

| 4,7 |

| 3,5 |

| 3,9 |

| 5,9 |

| 9,3 |

| 13,8 |

| 18,0 |

| 19,7 |

| 19,1 |

| 16,2 |

| 12,0 |

| 7,9 |

| 4,7 |

| N i e d e r s c h l a g | 64,4 | 65,2 | 60,9 | 46,0 | 34,1 | 22,4 | 18,8 | 27,0 | 17,4 | 71,4 | 72,9 | 73,3 |
|                         | Jan  | Feb  | Mär  | Apr  | Mai  | Jun  | Jul  | Aug  | Sep  | Okt  | Nov  | Dez  |